# 呉インターチェンジ
呉インターチェンジ（くれインターチェンジ）は広島県呉市二河町にある広島呉道路のインターチェンジである。広島呉道路の終点でもある。天応東IC併設の天応TBで料金徴収を行うため、このICには料金所が設置されていない。

## 接続道路
- 呉市道（直進していくと本通四丁目交番前交差点で国道185号と接続する）

## 沿革
- 1989年4月20日：広島呉道路天応IC(現：天応東IC) - 呉IC間開通。
- 1996年8月30日：広島呉道路全線開通。

## 周辺
- 呉市営二河球場
- 広島地方裁判所呉支部

## 隣
E31 広島呉道路
(3-2)天応東IC（呉方面のみ）/天応TB - (4)呉IC